# ماري غرانت بروس
ماري غرانت بروس (بالإنجليزية: Mary Grant Bruce)‏‏ (24 مايو 1878 في سالي - 2 يوليو 1958 ) كاتِبة، وروائية، وصحفية، وكاتبة للأطفال من أستراليا.